# Coleorozena pilatei
Coleorozena pilatei är en skalbaggsart som först beskrevs av Lacordaire 1848.  Coleorozena pilatei ingår i släktet Coleorozena och familjen bladbaggar.

## Underarter
Arten delas in i följande underarter:
- C. p. pilatei
- C. p. californiensis
- C. p. subtilis